# San Antonio Spurs
Die San Antonio Spurs sind eine Mannschaft der Southwest Division der nordamerikanischen Basketball-Profiliga National Basketball Association (NBA). Seine Heimspiele trägt das Team in San Antonio, Texas im Frost Bank Center aus.
Die San Antonio Spurs wurden bisher fünfmal NBA-Meister (1998/99, 2002/03, 2004/05, 2006/07 und 2013/14).

## Teamgeschichte
Das Team war 1967 unter dem Namen Dallas Chaparrals eines der Gründungsmitglieder der American Basketball Association (ABA), einer mit der NBA konkurrierenden Liga. Nachdem man zwischenzeitlich als Texas Chaparrals gespielt hatte, wurde das Team 1973 in San Antonio Spurs umbenannt. 1976 wurden die Spurs im Zuge der Vereinigung von NBA und ABA in die NBA integriert.

### George-Gervin-Ära

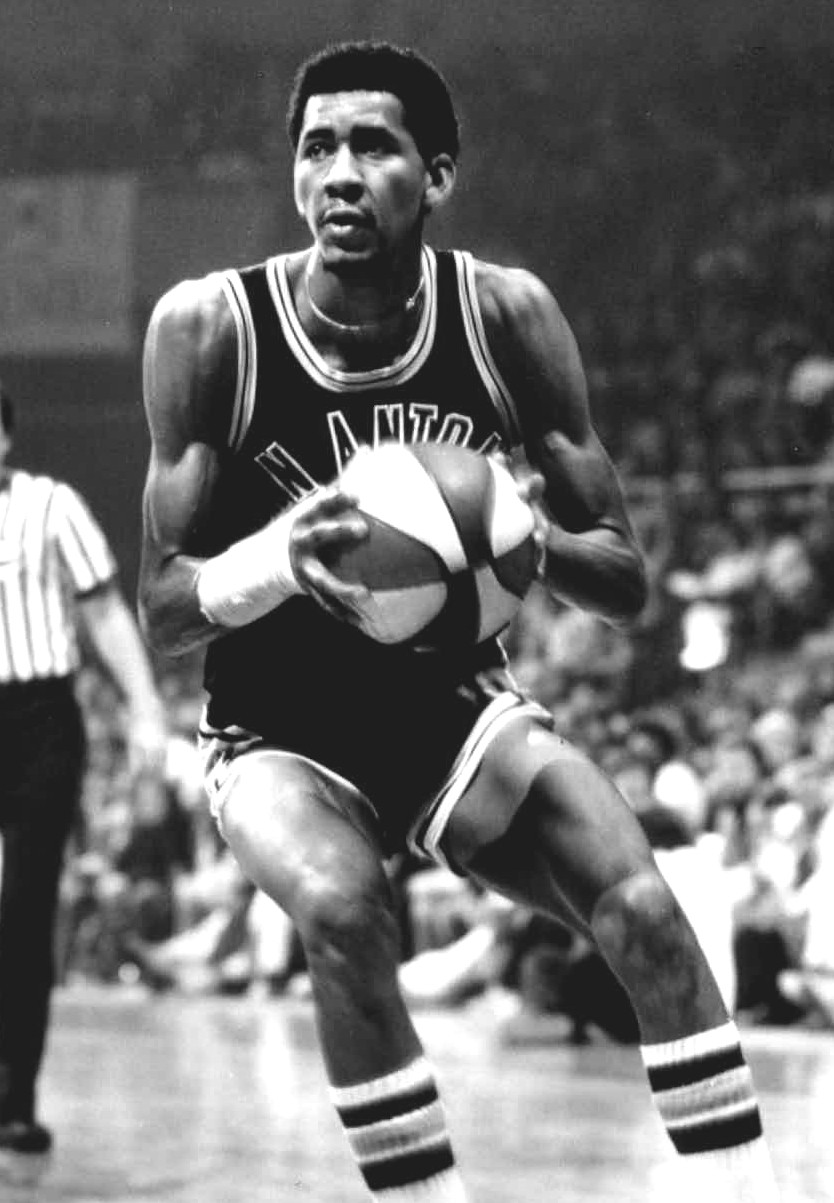
Guard George Gervin spielte zwischen 1974 und 1985 für die Spurs

Schon ihre erste NBA-Saison 1976/77 bewies, dass die Spurs den Übergang in die Liga verdient hatten. Sie gewannen mehr Spiele als sie Niederlagen einstecken musste (44:38), belegten den vierten Platz in der Eastern Conference und zogen in die Play-offs ein. Dort verloren das Team in der ersten Runde gegen die Boston Celtics.
Die Saison 1977/78 war vom Scorer-Duell zwischen George Gervin und David Thompson von den Denver Nuggets geprägt. Gervin musste im letzten Saison-Spiel gegen die New Orleans Jazz mindestens 58 Punkte erzielen, um Thompson noch überholen zu können. Schon im ersten Viertel machte Gervin 20 Punkte. Der Iceman übertraf dies noch im zweiten Viertel und konnte 33 Zähler verbuchen. Insgesamt machte er in diesem Spiel 63 Punkte und sicherte sich den Punktetitel. Zusätzlich führte er die Spurs zur Central Division-Meisterschaft mit einer Bilanz von 52:30. Im Conference-Halbfinale gegen die Washington Bullets mussten die Spurs jedoch trotz durchschnittlich 33,2 Punkten von Gervin ausscheiden.
In der Saison 1978/79 zogen die Spurs in das Conference-Finale ein, wo sie jedoch wieder den Bullets unterlagen.
In den ersten sieben Jahren in den NBA konnten die Spurs fünf Divisionstitel gewinnen, jedoch niemals in die NBA Finals einziehen. Nach der Saison 1984/85 wurde George Gervin zu den Chicago Bulls getradet, was einen Wendepunkt in der Geschichte der Spurs darstellte. In den nachfolgenden vier Jahren konnten niemals mehr Siege als Niederlagen verbucht werden. Das führte dazu, dass über eine Umsiedlung des Teams in eine andere Stadt nachgedacht wurde. Das Tief war in der Saison 1988/89 erreicht, als nur 21 Spiele gewonnen werden konnte.

### David-Robinson-Zeit

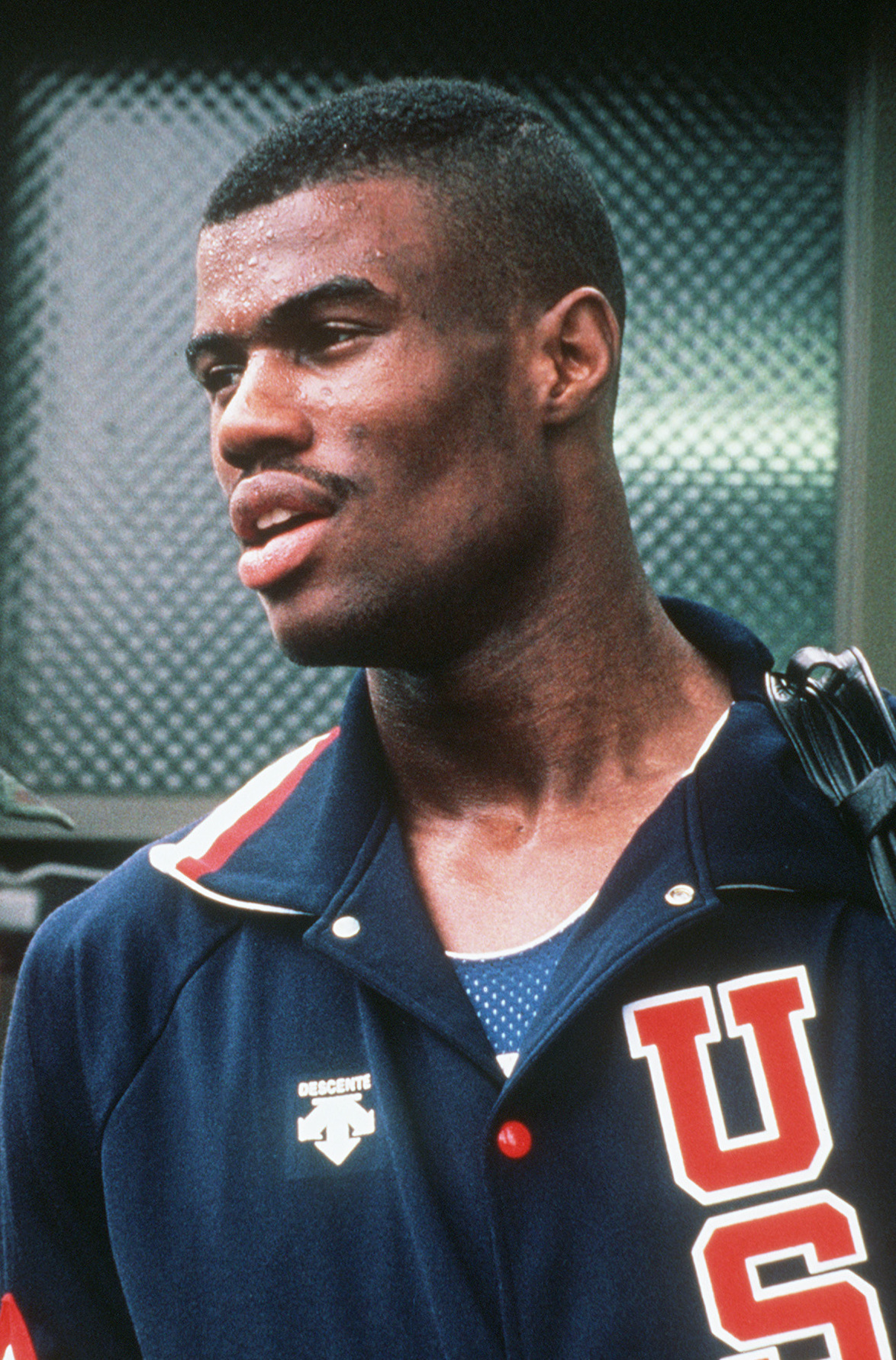
Center David Robinson spielte von 1989 bis 2003 für die Spurs

In der NBA-Draft 1987 bekamen die Spurs die erste Wahl zugelost. Sie wählten den United-States-Naval-Academy-Star David Robinson. Allerdings wollte dieser noch zwei Jahre bei der Navy absolvieren, bevor er zur Saison 1989/90 in die NBA kam. Mit Robinson und den Neuzugängen Terry Cummings und Sean Elliott kam es zu einer Wiederbelebung der Spurs-Franchise. Das Team gewann in der Saison 56 Spiele; 35 mehr als in der Vorsaison. In den Play-offs unterlagen sie den Portland Trail Blazers, den späteren NBA Finals-Teilnehmern, im Conference-Halbfinale. Robinson hatte eine sehr erfolgreiche Rookie-Saison. Er wurde sechsmal in Folge zum Neuling des Monats gewählt und gewann den NBA Rookie of the Year Award, nachdem er im Schnitt 24,3 Punkte und 12,0 Rebounds erzielen konnte.
Vor der Saison 1993/94 bekamen die Spurs Dennis Rodman im Tausch für Elliott von den Detroit Pistons. Mit Rodman gewannen die Spurs in der ersten Saison im Alamodome 55 Spiele. David Robinson lieferte sich mit Shaquille O’Neal von den Orlando Magic ein ähnliches Duell um den Top-Scorer-Titel wie Gervin und Thompson während 1977/78. Im letzten Spiel der regulären Saison gegen die Los Angeles Clippers konnte Robinson 71 Punkte machen und so den ersten Platz mit durchschnittlich 29,8 Punkten pro Partie erringen.
In der Folgesaison kam Sean Elliott wieder nach San Antonio zurück und die Spurs schlossen die Saison mit einer Bilanz von 62:20 ab. David Robinson wurde zum Most Valuable Player der Liga gewählt und die Spurs erreichten das Western Conference-Finale gegen die Houston Rockets. Schon während der regulären Saison kam es zu Problemen mit dem Verhalten von Dennis Rodman. Die Lage spitzte sich in den Play-offs zu, was im Ausscheiden gegen die Rockets gipfelte. Nach der Saison wurde Rodman zu den Chicago Bulls getradet.
In der Saison 1996/97 bestritt David Robinson verletzungsbedingt lediglich sechs Partien. Auch Sean Elliott verpasste mehr als die Hälfte der Saisonspiele. Dies führte trotz der Verpflichtung von Dominique Wilkins zu dem schlechtesten Abschneiden der Spurs seit ihrem Beitritt in die NBA. Sie gewannen insgesamt nur 20 Spiele. Während der Saison wurde der Trainer Bob Hill entlassen und durch den General Manager Gregg Popovich ersetzt. Doch das schwache Abschneiden hatte seine guten Seiten. Die Spurs bekamen in der NBA Draft 1997 erneut den ersten Pick zugesprochen. Den benutzte die Mannschaft, um die Rechte an Tim Duncan zu sichern, der in seiner Rookie-Saison 21,1 Punkte und 11,9 Rebounds machen konnte und genauso wie Robinson in seiner ersten Saison zum Rookie des Jahres und sechsmal zum Rookie des Monats gewählt wurde. Die Spurs gewannen mit Duncan und dem wiedergenesenen Robinson 56 Spiele; 36 Siege mehr als in der Saison zuvor. Damit brachen sie ihren eigenen Rekord für die beste Bilanzverbesserung im Vergleich zum Vorjahr.

### Ära Tim Duncan und die Meisterschaften
In der Saison 1998/99 wurde aufgrund eines Lockouts die reguläre Saison auf 50 Spiele reduziert. Davon konnten die Spurs 37 gewinnen. In den Play-offs konnten die Spurs mit 11:1-Bilanz zum ersten Mal in der Vereinsgeschichte und als erstes ehemaliges ABA-Team überhaupt in die NBA Finals vordringen. Dort besiegten sie die New York Knicks in fünf Spielen und Tim Duncan wurde zum Finals MVP ernannt. Den entscheidenden Wurf in Spiel fünf traf Avery Johnson.
In den nächsten Jahren dominierten die Twin Towers Robinson und Duncan die NBA. Zur Meisterschaft reichte es in den nächsten drei Jahren jedoch nicht, da ihnen die Los Angeles Lakers im Weg standen. Das Team wurde um die beiden Riesen neu aufgebaut. Man holte Spieler wie den Franzosen Tony Parker, den Argentinier Manu Ginóbili, den Defensivspezialist Bruce Bowen und Rollenspieler wie Steve Smith, Steve Kerr oder Stephen Jackson.
Vor der Saison 2002/03 gab David Robinson bekannt, dass dies seine letzte Saison in der NBA sein wird. Die Spurs spielten ihre erste Saison im neuerbauten SBC Center, beendeten das Jahr mit 60:22 Siegen und bezwangen in den NBA Finals die New Jersey Nets mit 4:2. Tim Duncan wurde zum Finals MVP und zum zweiten Mal in Folge zum Most Valuable Player der Saison gewählt.
Nach dem Rücktritt von David Robinson veränderte sich die Spielweise der Spurs etwas. Zwar war das Team aus San Antonio noch immer sehr defensiv-orientiert, mit Parker und Ginóbili kam jedoch mehr Schnelligkeit in das Spiel.

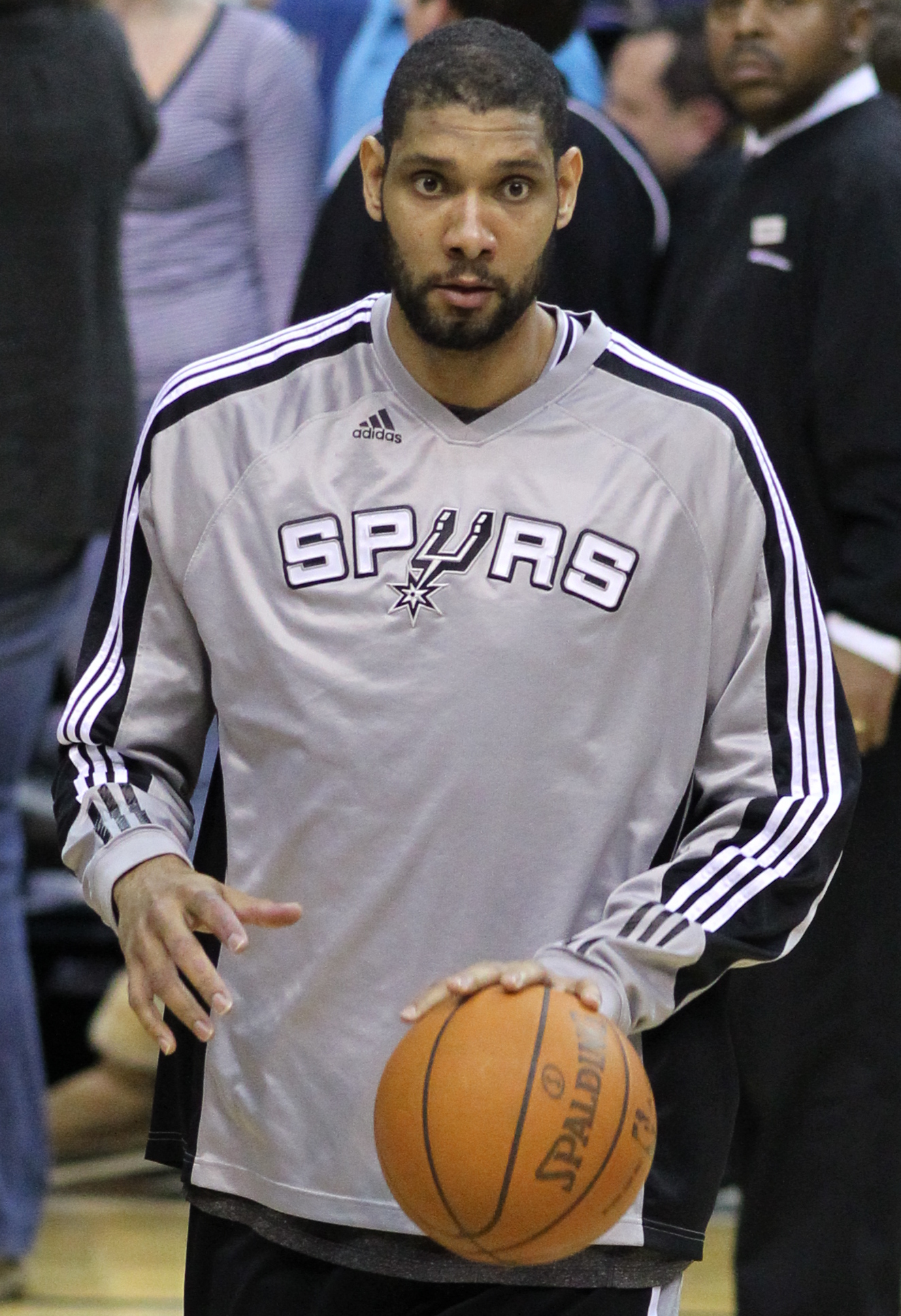
Tim Duncan spielte von 1997 bis 2016 für die Spurs

In der Saison 2004/05 konnten die Spurs die dritte NBA-Meisterschaft der Vereinsgeschichte gewinnen, nachdem sie im Vorjahr an den L. A. Lakers gescheitert waren. Zum Team stießen Rollenspieler wie Robert Horry, Brent Barry oder Nazr Mohammed. In der Finalserie 2005 bezwangen sie den Vorjahresmeister Detroit Pistons in sieben hartumkämpften Spielen, und Tim Duncan wurde erneut zum Finals MVP gewählt. Er war nach Magic Johnson, Michael Jordan und Shaquille O’Neal der vierte Spieler der NBA-Geschichte, der dreimal diese Auszeichnung erhielt.
Vor der Saison 2005/06 kam Michael Finley als Free Agent nach San Antonio. Mit ihm und den drei All-Stars Duncan, Ginóbili und Parker konnte der Spurs-Vereinsrekord von 63 Siegen aufgestellt werden. Allerdings mussten sich die Spurs im Conference-Halbfinale den Dallas Mavericks geschlagen geben.
In der Saison 2006/07 konnte sich die Mannschaft zum vierten Mal den NBA-Titel holen. In den Finals besiegte das Team die Cleveland Cavaliers in nur vier Spielen. Tony Parker wurde zum Finals MVP gekürt.
Die Jahre darauf blieben die Spurs Titelanwärter kamen jedoch nicht über das Conference-Finale hinaus. In den Playoffs 2011 ging man sogar als bestgesetztes Team der Western Conference und verlor die Erstrundenplayoffserie überraschend gegen die Memphis Grizzlies. Während des NBA-Draft 2011 verstärkte man sich mit Kawhi Leonard, den man über ein Tauschgeschäft für George Hill, von den Indiana Pacers erhielt.
In der Saison 2012/13 konnte, trotz aller bisherigen Erfolge in der Vergangenheit, zum ersten Mal in der Vereinsgeschichte mit 4:0 in eine Saison gestartet werden. Die Spurs schlossen die Saison hinter den Oklahoma City Thunder als Zweiter ab. In den Playoffs erreichte man nach Siegen gegen die Los Angeles Lakers, Golden State Warriors und Memphis Grizzlies zum fünften Mal das NBA-Finale, wo man den Miami Heat in sieben Spielen unterlag. Für die Spurs war es die erste verlorene Finalserie überhaupt.
In der Saison 2013/14 erreichten die Spurs zum sechsten Mal das NBA-Finale, wo sie wie in der vorherigen Saison auf die Miami Heat trafen. Sie gewannen die Finalserie mit 4:1 und damit ihre fünfte NBA-Meisterschaft. Trainer Popovic gewann nach 2003 und 2012, seine dritte Auszeichnung als Trainer des Jahres.

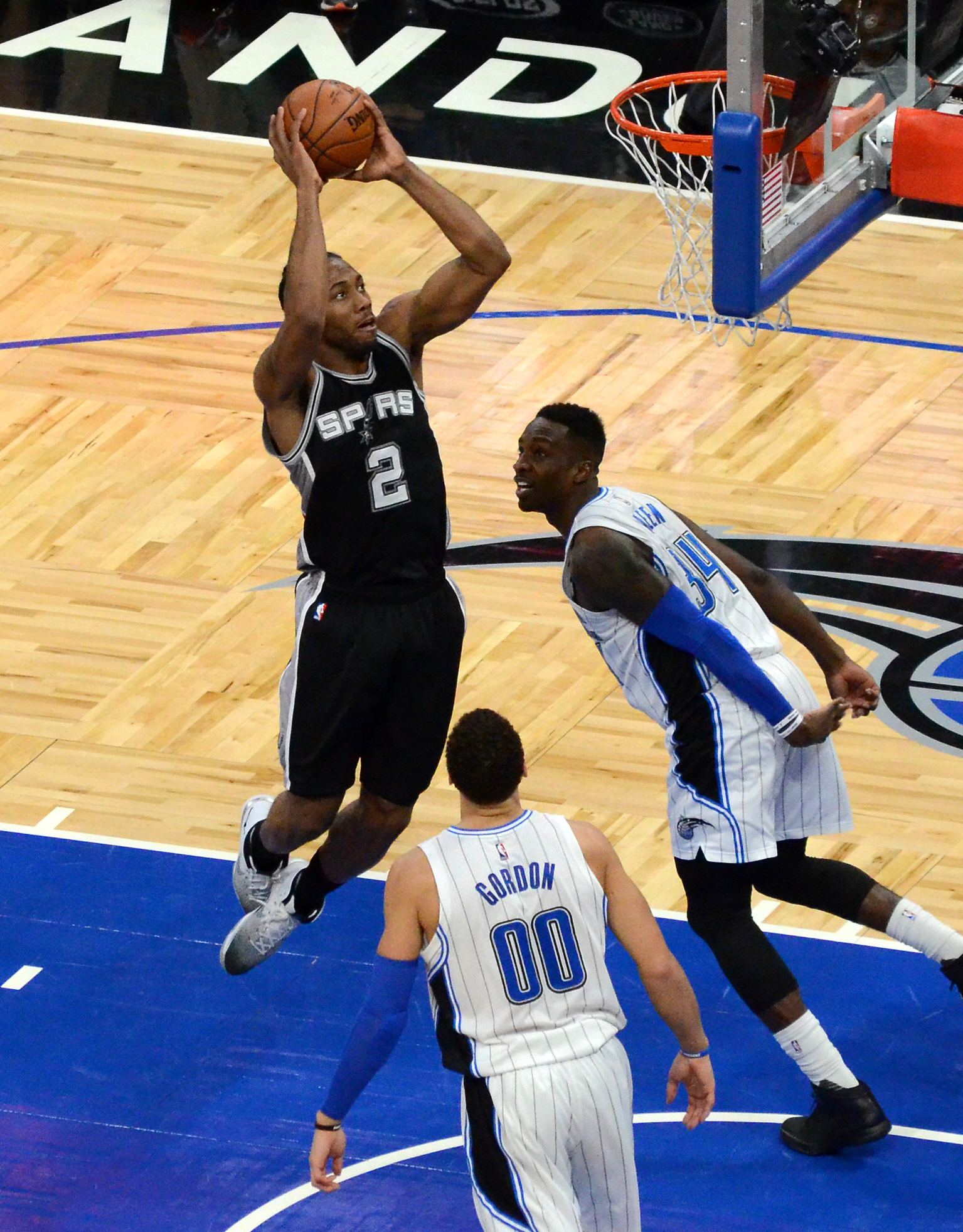
Kawhi Leonard spielte von 2011 bis 2018 für die Spurs

In der Saison 2014/15 erreichte man erneut die Playoffs und schied gegen die Los Angeles Clippers nach 7 Spielen aus. Kawhi Leonard gewann als dritter Spieler der Spurs-Geschichte nach Alvin Robertson und David Robinson den NBA Defensive Player of the Year Award.
Zu Beginn der Saison 2015/16 wurde All-Star-Forward LaMarcus Aldridge von den Portland Trail Blazers verpflichtet. Duncan und Ginóbili entschieden sich ihre Karrieren fortzusetzen. Im Gegenzug mussten Tiago Splitter und Cory Joseph das Team verlassen.
Das Trainer-Spieler-Duo Popovich-Duncan erreichte in dieser Saison den 1000. gemeinsamen Sieg. Das ist einzigartig in der NBA-Geschichte. Mit 40 Siegen und nur einer Niederlage im heimischen AT&T Center stellten die Spurs den Rekord der Celtics aus dem Jahr 1985/86 ein. Saisonübergreifend blieb man 48 Heimspiele unbezwungen. Die Bestmarke halten die Warriors mit 54 Heimsiegen. Zum 21. Mal in Folge hielt man den Gegner unter 100 Punkten pro Spiel und baute somit den Ligarekord aus. In der Popovich-Ära ließ man zum sechsten Mal die wenigsten Punkte zu. Das ist unter Trainern nun alleiniger Rekord (je 5 Mal: Red Holzman und Mike Fratello). Die Spurs stellten zudem mit 67 Siegen einen vereinsinternen Rekord auf. In der Western Conference belegte man hinter den Golden State Warriors nur den zweiten Platz.
Leonard entwickelte sich zum neuen Führungsspieler der Spurs und erhielt seine erste All-Star-Nominierung. Zudem wurde er zum zweiten Mal in Folge als NBA Defensive Player of the Year ausgezeichnet und belegte bei der Wahl zum MVP den zweiten Platz. In den Playoffs scheiterte die Spurs, trotz Heimvorteil, bereits im Conference-Halbfinale gegen die Oklahoma City Thunder.

### Post-Duncan-Ära
Tim Duncan beendet im Juli 2016 seine Karriere. Er spielte seine gesamte 19-jährige NBA-Karriere bei den Spurs. Tony Parker wurde sein Nachfolger als Kapitän der Mannschaft. Als Nachfolger für Duncan wurde der mehrmalige All-Star, der Spanier Pau Gasol verpflichtet. Die Spurs erreichten am Ende der Saison den zweiten Platz in der Western Conference. In den Playoffs gewann man die Serien gegen die Memphis Grizzlies und Houston Rockets. Im Conference-Finale unterlag man den Golden State Warriors sieglos mit 0:4. Die darauffolgende Saison 2017/18 fehlte Starspieler Leonard fast die komplette Saison. Jedoch konnten die Spurs mit dem All-Star Aldridge, Neuverpflichtung Rudy Gay oder den jungen Spieler Kyle Anderson und Dejounte Murray die Playoffs erreichen. In den Playoffs unterlag man jedoch den Golden State Warriors mit 1:4 in der ersten Playoffrunde.
Bereits zum Ende der Saison kündigte der verletzte Franchise-Player Kawhi Leonard an, dass er nicht mehr bei den Spurs spielen möchte und strebte eine Unterschrift mit den Los Angeles Lakers, nach Vertragsende 2019, an. Bereits am 18. Juli 2018 wurde Kawhi Leonard jedoch nicht wider aller Erwartungen nach Los Angeles geschickt, sondern nach Kanada zu den Toronto Raptors. Der Deal beinhaltete auf Seiten der Spurs neben Leonard auch Rollenspieler Danny Green, während die Raptors im Gegenzug ihren Franchise-Player und 4-fachen All-Star DeMar DeRozan und den Center Jakob Pöltl nach Texas schickten.

## Sonstiges
Die Spurs sind nicht nur als Ausbilder von Spielern bekannt, sondern auch von Managern und Trainern. Beispiele für Head Coaches sind Mike Budenholzer (ehemals Milwaukee Bucks), Mike Brown (zuletzt Cleveland Cavaliers), Jacque Vaughn (aktuell Brooklyn Nets), P.J. Carlesimo (zuletzt Brooklyn Nets). Sie alle arbeiteten vorher als Assistenztrainer unter Popovich. Quin Snyder Trainer von den Utah Jazz arbeitete viele Jahre für die Spurs als Trainer des Spurs-Farmteam Austin Toros in der G-League. Avery Johnson (zuletzt Brooklyn Nets), Monty Williams (zuletzt New Orleans Pelicans) und Vinny Del Negro (zuletzt Los Angeles Clippers) schafften als ehemalige Spieler der Spurs den Sprung zum Head Coach eines NBA-Teams. Auch einige aktuelle und ehemalige General Manager arbeiteten davor bei den Spurs: Danny Ferry (zuletzt Atlanta Hawks), Sean Marks (aktuell Brooklyn Nets), Dell Demps (aktuell New Orleans Pelicans), Kevin Pritchard (aktuell Indiana Pacers), Dennis Lindsey (aktuell Utah Jazz) und Sam Presti (aktuell Oklahoma City Thunder). Vor allem letzterer ist hervorzuheben, da Presti als Manager der Thunder ein Team zusammenstellte, das als Mannschaft der Zukunft galt, indem er Kevin Durant (2007), Russell Westbrook, Serge Ibaka (beide 2008) und James Harden (2009) draftete.
Der Spielstil der Spurs hat sich von 1999 bis 2018 verändert. Anfang der 2000er spielten sie einen sehr langsamen Basketball mit harter Verteidigung und wenig Ball- und Spielerbewegung. Ein Grund dafür war, dass sie mit Tim Duncan und David Robinson die sogenannten „Twin-Towers“ besaßen, die allerdings einen langsameren Spielstil implizierten. Mit dem Karriereende Robinsons und dem gleichzeitigen Hinzugewinn von Tony Parker und Manu Ginóbili, später auch Kawhi Leonard, die alle exzellente Attackierer des Korbes von außen sind, wurde das Spiel immer mehr auf schnelle Pässe und schnelle Spielerbewegung ausgelegt, wobei der Ball nicht mehr so oft in den Lowpost nach innen zu den großen Spielern gebracht wurde. So entwickelte sich der Begriff „The Beautiful Game“. Coach Popovich ist aber weiterhin ein Verfechter des Spiels mit zwei „echten“ Big Men, die auch öfters den Ball im Lowpost bekommen. Denn im Gegensatz dazu spielt man heutzutage gerne mit vier Außenspielern und einem Innenspieler.
Um diese Spielphilosophie zu verwirklichen, suchen Popovich und der General Manager R.C. Buford spielintelligente, flexible und charakterlich starke Spieler, die aber nicht allzu hohe Aufmerksamkeit bei anderen Teams erregen, denn die Spurs dürfen fast immer nur spät im Draft ihren Spieler auswählen, da sie aufgrund ihrer hohen Siegquote nur wenig Kugeln in der „Draft-Lottery“ besitzen. Dabei sind die Spurs Experten genau diese Spieler zu finden. Bekannte Beispiele sind: Tony Parker (2001, 28. Pick), Manu Ginóbili (1999, 57. Pick), Goran Dragic (2008, 45. Pick), Dejounte Murray (2016, 29. Pick).
Häufig finden die Spurs diese Spieler im Ausland. San Antonio ist dafür bekannt immer sehr internationale Teams zu haben.

## Aktueller Kader
| Nr. | Nat.                         | Name                  | Position       | Geburt     | Größe  | Info | College                      |
| --- | ---------------------------- | --------------------- | -------------- | ---------- | ------ | ---- | ---------------------------- |
| 0   | Vereinigte Staaten           | Keldon Johnson        | Forward        | 11.10.1999 | 198 cm |      | Kentucky                     |
| 1   | Frankreich                   | Victor Wembanyama     | Center         | 04.01.2004 | 224 cm |      | Frankreich                   |
| 3   | Vereinigte Staaten           | Chris Paul            | Guard          | 06.05.1985 | 183 cm |      | Wake Forest                  |
| 4   | Vereinigte Staaten           | De'Aaron Fox          | Guard          | 20.12.1997 | 191 cm |      | Kentucky                     |
| 5   | Vereinigte Staaten           | Stephon Castle        | Guard          | 01.11.2004 | 198 cm | R    | UConn                        |
| 7   | Vereinigte Staaten           | David Duke Jr.        | Guard          | 13.10.1999 | 193 cm | G    | Providence                   |
| 10  | Vereinigte Staaten Polen     | Jeremy Sochan         | Forward        | 20.05.2003 | 203 cm |      | Baylor                       |
| 11  | Vereinigte Staaten           | Jordan McLaughlin     | Guard          | 09.04.1996 | 183 cm |      | USC                          |
| 14  | Vereinigte Staaten           | Blake Wesley          | Guard          | 16.03.2003 | 193 cm |      | Notre Dame                   |
| 15  | Kongo Demokratische Republik | Bismack Biyombo       | Center         | 28.08.1992 | 203 cm |      | Demokratische Republik Kongo |
| 22  | Vereinigte Staaten           | Malaki Branham        | Guard/Forward  | 12.05.2003 | 193 cm |      | Ohio State                   |
| 24  | Vereinigte Staaten           | Devin Vassell         | Guard/Forward  | 23.08.2000 | 201 cm |      | Florida State                |
| 27  | Vereinigte Staaten           | Riley Minix           | Guard/Forward  | 22.09.2000 | 201 cm | R G  | Morehead State               |
| 28  | Nigeria                      | Charles Bassey        | Forward/Center | 28.10.2000 | 206 cm |      | Western Kentucky             |
| 30  | Vereinigte Staaten           | Julian Champagnie     | Guard/Forward  | 29.06.2001 | 201 cm |      | St. John’s                   |
| 40  | Vereinigte Staaten           | Harrison Barnes       | Forward        | 30.05.1992 | 203 cm |      | North Carolina               |
| 54  | Georgien Vereinigte Staaten  | Sandro Mamukelashvili | Forward/Center | 23.05.1999 | 208 cm |      | Seton Hall                   |
| 55  | Vereinigte Staaten           | Harrison Ingram       | Forward        | 27.11.2002 | 196 cm | R G  | North Carolina               |

| Nat.               | Name          | Position              |
| ------------------ | ------------- | --------------------- |
| Vereinigte Staaten | Mitch Johnson | Chefcoach             |
| Vereinigte Staaten | Brett Brown   | Assistenzcoach        |
| Australien         | Matt Nielsen  | Assistenzcoach        |
| Vereinigte Staaten | Will Sevening | Medizinischer Trainer |

| Abk. | Bedeutung                                 |
| ---- | ----------------------------------------- |
| Nr.  | Trikotnummer                              |
| Nat. | Nationalität                              |
| C    | Mannschaftskapitän                        |
| R    | Rookie                                    |
| G    | Two-way contract                          |
| X10  | Exhibit 10-Vertrag für das Trainingslager |
|      | Verletzungsbedingte Inaktivität           |

## Ehrungen und nennenswerte Leistungen
| Ehemalige Logos |
| --------------- |
| 1989–2002       |
| 1976–1989       |
| 1973–1976       |

| Nr. | Nat.               | Name           | Position | Zeit                     |
| --- | ------------------ | -------------- | -------- | ------------------------ |
| 00  | Vereinigte Staaten | Johnny Moore   | Guard    | 1980–1988, 1989/90       |
| 6   | Vereinigte Staaten | Avery Johnson  | Guard    | 1991, 1992/93, 1994–2000 |
| 9   | Frankreich         | Tony Parker    | Guard    | 2001–2018                |
| 12  | Vereinigte Staaten | Bruce Bowen    | Forward  | 2001–2009                |
| 13  | Vereinigte Staaten | James Silas    | Guard    | 1972–1981                |
| 20  | Argentinien        | Manu Ginóbili  | Guard    | 2002–2018                |
| 21  | Vereinigte Staaten | Tim Duncan     | Forward  | 1997–2016                |
| 32  | Vereinigte Staaten | Sean Elliott   | Forward  | 1989–1993, 1994–2001     |
| 44  | Vereinigte Staaten | George Gervin  | Guard    | 1974–1985                |
| 50  | Vereinigte Staaten | David Robinson | Center   | 1989–2003                |

| Nat.               | Name              | Position | Zeit      | Jahr der Aufnahme |
| ------------------ | ----------------- | -------- | --------- | ----------------- |
| Vereinigte Staaten | George Gervin     | Guard    | 1974–1985 | 1996              |
| Vereinigte Staaten | Moses Malone      | Center   | 1994/95   | 2001              |
| Vereinigte Staaten | Dominique Wilkins | Forward  | 1996/97   | 2001              |
| Vereinigte Staaten | David Robinson    | Center   | 1989–2003 | 2009              |
| Vereinigte Staaten | Artis Gilmore     | Center   | 1982–1987 | 2011              |
| Vereinigte Staaten | Dennis Rodman     | Forward  | 1993–1995 | 2011              |
| Vereinigte Staaten | Tim Duncan        | Forward  | 1997–2016 | 2020              |

| Name            | aktueller Verein     |
| --------------- | -------------------- |
| Willie Anderson | Karriere beendet     |
| Terry Cummings  | Karriere beendet     |
| Vinny Del Negro | Karriere beendet     |
| Tim Duncan      | Karriere beendet     |
| Danny Ferry     | Karriere beendet     |
| Michael Finley  | Karriere beendet     |
| Manu Ginóbili   | Karriere beendet     |
| Steve Kerr      | Karriere beendet     |
| Kawhi Leonard   | Los Angeles Clippers |
| Tony Parker     | Karriere beendet     |
| Chuck Person    | Karriere beendet     |
| Alvin Robertson | Karriere beendet     |
| Malik Rose      | Karriere beendet     |
| Steve Smith     | Karriere beendet     |
| Kevin Willis    | Karriere beendet     |

| Name            | Auszeichnung                     | Jahr              |
| --------------- | -------------------------------- | ----------------- |
| David Robinson  | NBA Most Valuable Player         | 1994/95           |
| Tim Duncan      | NBA Most Valuable Player         | 2001/02           |
| Tim Duncan      | NBA Most Valuable Player         | 2002/03           |
| Tim Duncan      | NBA Finals MVP                   | 1998/99           |
| Tim Duncan      | NBA Finals MVP                   | 2002/03           |
| Tim Duncan      | NBA Finals MVP                   | 2004/05           |
| Tony Parker     | NBA Finals MVP                   | 2006/07           |
| Kawhi Leonard   | NBA Finals MVP                   | 2013/14           |
| Alvin Robertson | NBA Defensive Player of the Year | 1985/86           |
| David Robinson  | NBA Defensive Player of the Year | 1991/92           |
| Kawhi Leonard   | NBA Defensive Player of the Year | 2014/15           |
| Kawhi Leonard   | NBA Defensive Player of the Year | 2015/16           |
| David Robinson  | NBA Rookie of the Year           | 1989/90           |
| Tim Duncan      | NBA Rookie of the Year           | 1997/98           |
| Manu Ginóbili   | NBA Sixth Man of the Year        | 2007/08           |
| Alvin Robertson | NBA Most Improved Player         | 1985/86           |
| Gregg Popovich  | NBA Coach of the Year            | 2002/03           |
| Gregg Popovich  | NBA Coach of the Year            | 2011/12           |
| Gregg Popovich  | NBA Coach of the Year            | 2013/14           |
| Avery Johnson   | NBA Sportsmanship Award          | 1997/98           |
| David Robinson  | NBA Sportsmanship Award          | 2000/01           |
| Steve Smith     | NBA Sportsmanship Award          | 2001/02           |
| George Gervin   | NBA Player of the Month          | Januar 1980       |
| Alvin Robertson | NBA Player of the Month          | Dezember 1985     |
| David Robinson  | NBA Player of the Month          | Januar 1991       |
| David Robinson  | NBA Player of the Month          | Februar 1994      |
| David Robinson  | NBA Player of the Month          | März 1995         |
| David Robinson  | NBA Player of the Month          | März 1996         |
| Tim Duncan      | NBA Player of the Month          | März 1999         |
| Tim Duncan      | NBA Player of the Month          | Dezember 2001     |
| Tim Duncan      | NBA Player of the Month          | März 2002         |
| Tim Duncan      | NBA Player of the Month          | April 2002        |
| Greg Anderson   | NBA Rookie of the Month          | März 1988         |
| Willie Anderson | NBA Rookie of the Month          | November 1988     |
| David Robinson  | NBA Rookie of the Month          | sechs Mal 1989/90 |
| Tim Duncan      | NBA Rookie of the Month          | sechs Mal 1997/98 |
| Manu Ginóbili   | NBA Rookie of the Month          | März 2003         |
| Beno Udrih      | NBA Rookie of the Month          | Dezember 2004     |

| Name            | Auszeichnung                     | Jahr              |
| --------------- | -------------------------------- | ----------------- |
| David Robinson  | NBA Most Valuable Player         | 1994/95           |
| Tim Duncan      | NBA Most Valuable Player         | 2001/02           |
| Tim Duncan      | NBA Most Valuable Player         | 2002/03           |
| Tim Duncan      | NBA Finals MVP                   | 1998/99           |
| Tim Duncan      | NBA Finals MVP                   | 2002/03           |
| Tim Duncan      | NBA Finals MVP                   | 2004/05           |
| Tony Parker     | NBA Finals MVP                   | 2006/07           |
| Kawhi Leonard   | NBA Finals MVP                   | 2013/14           |
| Alvin Robertson | NBA Defensive Player of the Year | 1985/86           |
| David Robinson  | NBA Defensive Player of the Year | 1991/92           |
| Kawhi Leonard   | NBA Defensive Player of the Year | 2014/15           |
| Kawhi Leonard   | NBA Defensive Player of the Year | 2015/16           |
| David Robinson  | NBA Rookie of the Year           | 1989/90           |
| Tim Duncan      | NBA Rookie of the Year           | 1997/98           |
| Manu Ginóbili   | NBA Sixth Man of the Year        | 2007/08           |
| Alvin Robertson | NBA Most Improved Player         | 1985/86           |
| Gregg Popovich  | NBA Coach of the Year            | 2002/03           |
| Gregg Popovich  | NBA Coach of the Year            | 2011/12           |
| Gregg Popovich  | NBA Coach of the Year            | 2013/14           |
| Avery Johnson   | NBA Sportsmanship Award          | 1997/98           |
| David Robinson  | NBA Sportsmanship Award          | 2000/01           |
| Steve Smith     | NBA Sportsmanship Award          | 2001/02           |
| George Gervin   | NBA Player of the Month          | Januar 1980       |
| Alvin Robertson | NBA Player of the Month          | Dezember 1985     |
| David Robinson  | NBA Player of the Month          | Januar 1991       |
| David Robinson  | NBA Player of the Month          | Februar 1994      |
| David Robinson  | NBA Player of the Month          | März 1995         |
| David Robinson  | NBA Player of the Month          | März 1996         |
| Tim Duncan      | NBA Player of the Month          | März 1999         |
| Tim Duncan      | NBA Player of the Month          | Dezember 2001     |
| Tim Duncan      | NBA Player of the Month          | März 2002         |
| Tim Duncan      | NBA Player of the Month          | April 2002        |
| Greg Anderson   | NBA Rookie of the Month          | März 1988         |
| Willie Anderson | NBA Rookie of the Month          | November 1988     |
| David Robinson  | NBA Rookie of the Month          | sechs Mal 1989/90 |
| Tim Duncan      | NBA Rookie of the Month          | sechs Mal 1997/98 |
| Manu Ginóbili   | NBA Rookie of the Month          | März 2003         |
| Beno Udrih      | NBA Rookie of the Month          | Dezember 2004     |

## Statistiken
| Art der Leistung  | Spieler (Reguläre Saison) | Rekordwert | Spieler (Play-offs) | Rekordwert |
| ----------------- | ------------------------- | ---------- | ------------------- | ---------- |
| Punkte            | Tim Duncan                | 25.974     | Tim Duncan          | 4.964      |
| Rebounds          | Tim Duncan                | 14.644     | Tim Duncan          | 2.714      |
| Assists           | Tony Parker               | 5.970      | Tony Parker         | 1.030      |
| Steals            | David Robinson            | 1.388      | Manu Ginóbili       | 257        |
| Blöcke            | David Robinson            | 2.954      | Tim Duncan          | 542        |
| Drei-Punkte-Würfe | Manu Ginóbili             | 1.272      | Manu Ginóbili       | 288        |
| Spiele            | Tim Duncan                | 1.331      | Tim Duncan          | 232        |

| Name               | Zeitraum          | Reguläre Saison   | Reguläre Saison   | Reguläre Saison   | Reguläre Saison   | Play-offs         | Play-offs         | Play-offs         | Play-offs         |                   |                   |                   |                   |
| Name               | Zeitraum          | Sp                | S                 | N                 | S:N [%]           | Sp                | S                 | N                 | S:N [%]           |                   |                   |                   |                   |
| Dallas Chaparrals  | Dallas Chaparrals | Dallas Chaparrals | Dallas Chaparrals | Dallas Chaparrals | Dallas Chaparrals | Dallas Chaparrals | Dallas Chaparrals | Dallas Chaparrals | Dallas Chaparrals | Dallas Chaparrals | Dallas Chaparrals | Dallas Chaparrals | Dallas Chaparrals |
| ------------------ | ----------------- | ----------------- | ----------------- | ----------------- | ----------------- | ----------------- | ----------------- | ----------------- | ----------------- | ----------------- | ----------------- | ----------------- | ----------------- |
| Cliff Hagan        | 1967–1970         | 199               | 109               | 90                | 54,8              | 15                | 7                 | 8                 | 46,7              |                   |                   |                   |                   |
| Max Williams       | 1970              | 41                | 23                | 18                | 56,1              | 6                 | 2                 | 4                 | 33,3              |                   |                   |                   |                   |
| Texas Chaparrals   |                   |                   |                   |                   |                   |                   |                   |                   |                   |                   |                   |                   |                   |
| Max Williams       | 1970/71           | 19                | 5                 | 14                | 26,3              | —                 | —                 | —                 | —                 |                   |                   |                   |                   |
| Bill Blakely       | 1971              | 65                | 25                | 40                | 38,5              | 4                 | 0                 | 4                 | 0                 |                   |                   |                   |                   |
| Dallas Chaparrals  |                   |                   |                   |                   |                   |                   |                   |                   |                   |                   |                   |                   |                   |
| Tom Nissalke       | 1971/72           | 84                | 42                | 42                | 50,0              | 4                 | 0                 | 4                 | 0                 |                   |                   |                   |                   |
| Babe McCarthy      | 1973              | 72                | 24                | 48                | 33,3              | —                 | —                 | —                 | —                 |                   |                   |                   |                   |
| Dave Brown         | 1973              | 12                | 4                 | 8                 | 33,3              | —                 | —                 | —                 | —                 |                   |                   |                   |                   |
| San Antonio Spurs  |                   |                   |                   |                   |                   |                   |                   |                   |                   |                   |                   |                   |                   |
| Tom Nissalke       | 1973–1975         | 112               | 63                | 49                | 56,3              | 7                 | 3                 | 4                 | 42,8              |                   |                   |                   |                   |
| Bob Bass           | 1975–1976         | 140               | 83                | 57                | 59,3              | 13                | 5                 | 8                 | 38,5              |                   |                   |                   |                   |
| Doug Moe           | 1976–1980         | 312               | 177               | 135               | 56,7              | 22                | 9                 | 13                | 40,9              |                   |                   |                   |                   |
| Bob Bass           | 1980              | 16                | 8                 | 8                 | 50,0              | 3                 | 1                 | 2                 | 33,3              |                   |                   |                   |                   |
| Stan Albeck        | 1980–1983         | 246               | 153               | 93                | 62,2              | 27                | 13                | 14                | 48,1              |                   |                   |                   |                   |
| Morris McHone      | 1994              | 31                | 11                | 20                | 35,5              | —                 | —                 | —                 | —                 |                   |                   |                   |                   |
| Bob Bass           | 1984              | 51                | 26                | 25                | 51,0              | —                 | —                 | —                 | —                 |                   |                   |                   |                   |
| Cotton Fitzsimmons | 1984–1986         | 164               | 76                | 88                | 46,3              | 8                 | 2                 | 6                 | 25,0              |                   |                   |                   |                   |
| Bob Weiss          | 1986–1988         | 164               | 59                | 105               | 36,0              | 3                 | 0                 | 3                 | 0                 |                   |                   |                   |                   |
| Larry Brown        | 1988–1992         | 284               | 153               | 131               | 53,9              | 14                | 7                 | 7                 | 50,0              |                   |                   |                   |                   |
| Bob Bass           | 1992              | 44                | 26                | 18                | 59,1              | 3                 | 0                 | 3                 | 0                 |                   |                   |                   |                   |
| Jerry Tarkanian    | 1992              | 20                | 9                 | 11                | 45,0              | —                 | —                 | —                 | —                 |                   |                   |                   |                   |
| Rex Hughes         | 1993              | 1                 | 1                 | 0                 | 100,0             | —                 | —                 | —                 | —                 |                   |                   |                   |                   |
| John Lucas II      | 1993/94           | 143               | 94                | 49                | 65,7              | 14                | 6                 | 8                 | 42,8              |                   |                   |                   |                   |
| Bob Hill           | 1994–1996         | 182               | 124               | 58                | 68,1              | 25                | 14                | 11                | 56,0              |                   |                   |                   |                   |
| Gregg Popovich     | seit 1996         | 2127              | 1366              | 761               | 64,2              | 284               | 170               | 114               | 59,9              |                   |                   |                   |                   |

| Spielstätte                                                                                             | Zeit       | Information                 |
| --- | ---------- | --------------------------- |
| State Fair Coliseum in Dallas, 7513 Plätze Moody Coliseum University Park in Dallas, 8998 Plätze        | 1967–1973  | als Dallas/Texas Chaparrals |
| Tarrant County Coliseum in Fort Worth, 11.200 Plätze Lubbock Municipal Coliseum in Lubbock, 7050 Plätze | 1970/71    | als Dallas/Texas Chaparrals |
| HemisFair Arena in San Antonio, über 16.000 Plätze                                                      | 1973–1993  | als San Antonio Spurs       |
| Alamodome in San Antonio, 36.500 Plätze                                                                 | 1993–2002  | als San Antonio Spurs       |
| AT&T Center (zuvor SBC Center) in San Antonio, 18.797 Plätze                                            | 2002–heute | als San Antonio Spurs       |

| Jahr              | Siege:Niederlagen | Siege [%]         | Play-offs                                                               |                   |                   |                   |                   |                   |                   |                   |                   |                   |                   |
| Dallas Chaparrals | Dallas Chaparrals | Dallas Chaparrals | Dallas Chaparrals                                                       | Dallas Chaparrals | Dallas Chaparrals | Dallas Chaparrals | Dallas Chaparrals | Dallas Chaparrals | Dallas Chaparrals | Dallas Chaparrals | Dallas Chaparrals | Dallas Chaparrals | Dallas Chaparrals |
| ----------------- | ----------------- | ----------------- | ----------------------------------------------------------------------- | ----------------- | ----------------- | ----------------- | ----------------- | ----------------- | ----------------- | ----------------- | ----------------- | ----------------- | ----------------- |
| 1967/68           | 46:32             | 59,0              | 1:4 in den Western Division-Finals gegen die New Orleans Buccaneers     |                   |                   |                   |                   |                   |                   |                   |                   |                   |                   |
| 1968/69           | 41:37             | 52,6              | 3:4 in den Western Division-Halbfinals gegen die New Orleans Buccaneers |                   |                   |                   |                   |                   |                   |                   |                   |                   |                   |
| 1969/70           | 45:39             | 53,6              | 2:4 in den Western Division-Halbfinals gegen die Los Angeles Stars      |                   |                   |                   |                   |                   |                   |                   |                   |                   |                   |
| Texas Chaparrals  |                   |                   |                                                                         |                   |                   |                   |                   |                   |                   |                   |                   |                   |                   |
| 1970/71           | 30:54             | 35,7              | 0:4 in den Western Division-Halbfinals gegen die Utah Stars             |                   |                   |                   |                   |                   |                   |                   |                   |                   |                   |
| Dallas Chaparrals |                   |                   |                                                                         |                   |                   |                   |                   |                   |                   |                   |                   |                   |                   |
| 1971/72           | 42:42             | 50,0              | 0:4 in den Western Division-Halbfinals gegen die Utah Stars             |                   |                   |                   |                   |                   |                   |                   |                   |                   |                   |
| 1972/73           | 28:56             | 33,3              | Nicht für die Play-offs qualifiziert                                    |                   |                   |                   |                   |                   |                   |                   |                   |                   |                   |
| San Antonio Spurs |                   |                   |                                                                         |                   |                   |                   |                   |                   |                   |                   |                   |                   |                   |
| 1973/74           | 45:39             | 53,6              | 3:4 in den Western Division-Halbfinals gegen die Indiana Pacers         |                   |                   |                   |                   |                   |                   |                   |                   |                   |                   |
| 1974/75           | 51:33             | 60,7              | 2:4 in den Western Division-Halbfinals gegen die Indiana Pacers         |                   |                   |                   |                   |                   |                   |                   |                   |                   |                   |
| 1975/76           | 50:34             | 59,5              | 3:4 in den Halbfinals gegen die New York Nets                           |                   |                   |                   |                   |                   |                   |                   |                   |                   |                   |
| Gesamt            | 378:366           | 50,8              | 17:32 in den Playoffs (34,7 %)                                          |                   |                   |                   |                   |                   |                   |                   |                   |                   |                   |

1. ↑  0:1 im Western Division Pre-Playoff–Tie-Break gegen die Denver Rockets geht nicht in die Playoff-Bilanz ein.

| Jahr    | Siege:Niederlagen | Siege [%] | Play-offs                                                                 |
| ------- | ----------------- | --------- | ------------------------------------------------------------------------- |
| 1976/77 | 44:38             | 53,7      | 0:2 in der ersten Runde gegen die Boston Celtics                          |
| 1977/78 | 52:30             | 63,4      | 2:4 in den Eastern Conference-Halbfinals gegen die Washington Bullets     |
| 1978/79 | 48:34             | 58,5      | 3:4 in den Eastern Conference-Finals Washington Bullets                   |
| 1979/80 | 41:41             | 50,0      | 1:2 in der ersten Runde gegen die Houston Rockets                         |
| 1980/81 | 52:30             | 63,4      | 3:4 in den Western Conference-Halbfinals gegen die Houston Rockets        |
| 1981/82 | 48:34             | 58,5      | 0:4 in den Western Conference-Finals gegen die Los Angeles Lakers         |
| 1982/83 | 53:29             | 64,6      | 2:4 in den Western Conference-Finals gegen die Los Angeles Lakers         |
| 1983/84 | 37:45             | 45,1      | Nicht für die Play-offs qualifiziert                                      |
| 1984/85 | 41:41             | 50,0      | 2:3 in der ersten Runde gegen die Denver Nuggets                          |
| 1985/86 | 35:47             | 42,7      | 0:3 in der ersten Runde gegen die Los Angeles Lakers                      |
| 1986/87 | 28:54             | 34,1      | Nicht für die Play-offs qualifiziert                                      |
| 1987/88 | 31:51             | 37,8      | 0:3 in der ersten Runde gegen die Los Angeles Lakers                      |
| 1988/89 | 21:61             | 25,6      | Nicht für die Play-offs qualifiziert                                      |
| 1989/90 | 56:26             | 68,3      | 3:4 in den Western Conference-Halbfinals gegen die Portland Trail Blazers |
| 1990/91 | 55:27             | 67,1      | 1:3 in der ersten Runde gegen die Golden State Warriors                   |
| 1991/92 | 47:35             | 57,3      | 0:3 in der ersten Runde gegen die Phoenix Suns                            |
| 1992/93 | 49:33             | 59,8      | 2:4 in den Western Conference-Halbfinals gegen die Phoenix Suns           |
| 1993/94 | 55:27             | 67,1      | 1:3 in der ersten Runde gegen die Utah Jazz                               |
| 1994/95 | 62:20             | 75,6      | 2:4 in den Western Conference-Finals gegen die Houston Rockets            |
| 1995/96 | 59:23             | 72,0      | 2:4 in den Western Conference-Halbfinals gegen die Utah Jazz              |
| 1996/97 | 20:62             | 24,4      | Nicht für die Play-offs qualifiziert                                      |
| 1997/98 | 56:26             | 68,3      | 1:4 in den Western Conference-Halbfinals gegen die Utah Jazz              |
| 1998/99 | 37:13             | 74,0      | NBA-Meister mit 4:1 gegen die New York Knicks                             |
| 1999/00 | 53:29             | 64,6      | 1:3 in der ersten Runde gegen die Phoenix Suns                            |
| 2000/01 | 58:24             | 70,7      | 0:4 in den Western Conference-Finals Los Angeles Lakers                   |
| 2001/02 | 58:24             | 70,7      | 1:4 in den Western Conference-Halbfinals gegen die Los Angeles Lakers     |
| 2002/03 | 60:22             | 73,2      | NBA-Meister mit 4:2 gegen die New Jersey Nets                             |
| 2003/04 | 57:25             | 69,5      | 2:4 in den Western Conference-Halbfinals gegen die Los Angeles Lakers     |
| 2004/05 | 59:23             | 72,0      | NBA-Meister mit 4:3 gegen die Detroit Pistons                             |
| 2005/06 | 63:19             | 76,8      | 3:4 in den Western Conference-Halbfinals gegen die Dallas Mavericks       |
| 2006/07 | 58:24             | 70,7      | NBA-Meister mit 4:0 gegen die Cleveland Cavaliers                         |
| 2007/08 | 56:26             | 68,3      | 1:4 in den Western Conference-Finals gegen die Los Angeles Lakers         |
| 2008/09 | 54:28             | 65,9      | 1:4 in der ersten Runde gegen die Dallas Mavericks                        |
| 2009/10 | 50:32             | 61,0      | 0:4 in den Western Conference-Halbfinals gegen die Phoenix Suns           |
| 2010/11 | 61:21             | 74,4      | 2:4 in der ersten Runde gegen die Memphis Grizzlies                       |
| 2011/12 | 50:16             | 75,8      | 2:4 in den Western Conference-Finals gegen die Oklahoma City Thunder      |
| 2012/13 | 58:24             | 70,7      | 3:4 in den NBA-Finals gegen die Miami Heat                                |
| 2013/14 | 62:20             | 75,6      | NBA-Meister mit 4:1 gegen die Miami Heat                                  |
| 2014/15 | 55:27             | 67,1      | 3:4 in der ersten Runde gegen die Los Angeles Clippers                    |
| 2015/16 | 67:15             | 81,7      | 2:4 in den Western Conference-Halbfinals gegen die Oklahoma City Thunder  |
| 2016/17 | 61:21             | 74,4      | 0:4 in den Western Conference-Finals gegen die Golden State Warriors      |
| 2017/18 | 47:35             | 57,3      | 1:4 in der ersten Runde gegen die Golden State Warriors                   |
| 2018/19 | 48:34             | 58,5      | 3:4 in der ersten Runde gegen die Denver Nuggets                          |
| 2019/20 | 32:39             | 45,1      | Nicht für die Play-offs qualifiziert                                      |
| 2020/21 | 33:39             | 45,8      | Nicht für die Play-offs qualifiziert in den Play-ins                      |
| 2021/22 | 34:48             | 41,5      | Nicht für die Play-offs qualifiziert in den Play-ins                      |
| 2022/23 | 22:60             | 26,8      | Nicht für die Play-offs qualifiziert                                      |
| 2023/24 | 22:60             | 26,8      | Nicht für die Play-offs qualifiziert                                      |
| 2024/25 | 34:48             | 41,5      | Nicht für die Play-offs qualifiziert                                      |
| Gesamt  | 2339:1610         | 59,2      | 222:181 in den Playoffs (55,1 %) – 5 NBA-Meisterschaften                  |

| Liga   | Siege:Niederlagen | Gewonnen [%] | Playoffs                                                  |
| ------ | ----------------- | ------------ | --------------------------------------------------------- |
| ABA    | 378:366           | 50,8         | 17:32 in den Playoffs (34,7 %)                            |
| NBA    | 2339:1610         | 59,2         | 222:181 in den Play-offs (55,1 %) – 5 NBA-Meisterschaften |
| Gesamt | 2717:1976         | 57,9         | 239:213 in den Playoffs (52,8 %) – 5 NBA-Meisterschaften  |